# 阿伯山溪蟹属
阿伯山溪蟹属（学名：Abormon）是溪蟹科下的一个属。属名来自阿伯山（Abor Hills）。

## 下属物种
本属包括以下物种：
- Abormon capillosum Mitra, Pati & Pkl Ng, 2021
- 疏毛阿伯山溪蟹 Abormon praecalvum Mitra, Pati & Pkl Ng, 2021，种名praecalvus意为变秃，指其体毛相对于另一种更少。